# Santa María Ecatepec
Santa María Ecatepec là một đô thị thuộc bang Oaxaca, México. Năm 2005, dân số của đô thị này là 3635 người.